# 団扇絵
団扇絵（うちわえ）とは、日本の江戸時代から明治時代にかけて描かれた浮世絵版画の様式のひとつ。

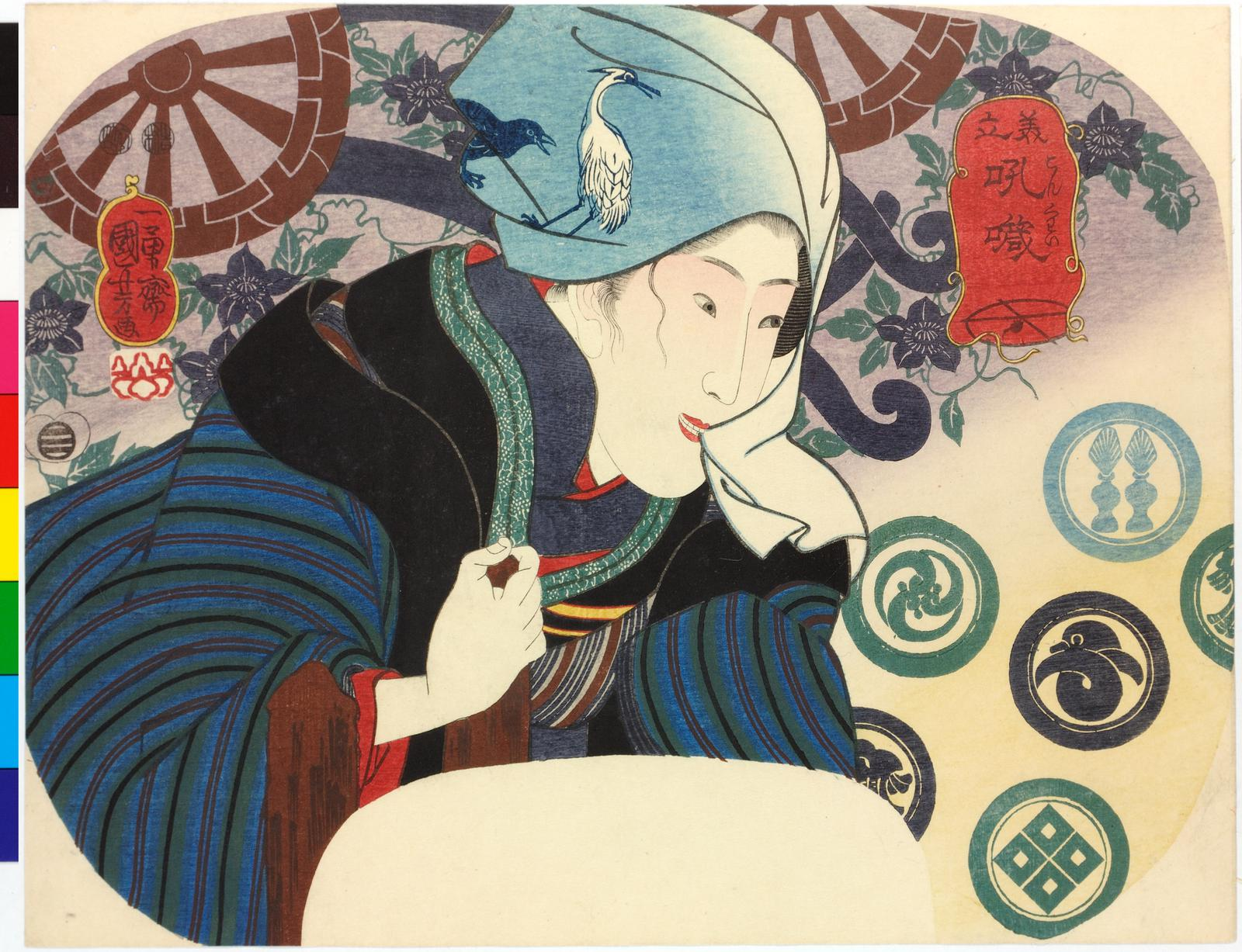
歌川国芳画、『見立吼噦』伊場屋仙三郎発行1849年

## 概要
延享元年（1744年）3月に三代目上村吉右衛門が堀江町の伊場屋勘左衛門に色摺りによる団扇絵「大文字屋□図」を贈ったことが始めとされ、紅摺絵の時代には鳥居清満らが役者絵の団扇絵を描いている。
また寛政期には喜多川歌麿が役者絵の団扇絵を描いている。
団扇絵は四角い紙に団扇の形に版画を摺ったもので、これを実際に竹の骨に貼って使用した。実用に供された団扇絵は消耗品として残らないが、団扇とせずにそのまま鑑賞されているものや、図柄の見本帖として綴じられていたものは現存している。
これは一つのジャンルをなすほど量が多く、作品としても優れている物が数多く見られる。歌川豊国、歌川国貞、歌川国芳、歌川貞秀、歌川広重、葛飾北斎などが、かなりの分量の団扇絵を残している。なかでも特に広重は120点以上というかなりの量の団扇絵を残している。
なお、明治に入ると豊原国周や歌川房種、小林清親らが団扇絵を描いており、その錦絵の高度な技術と優れたデザイン力によって、また団扇形の輪郭という画様式が市民に好まれて版行された団扇絵も多く、広告用として各種商家などにおいて御得意先に配布する実用版画として3代歌川広重や河鍋暁斎らがこれらを描いている。また、大阪では林基春が団扇絵を多く描いている。団扇絵は呉服屋、料理屋、化粧品屋などで配布したものが多数みられた。

## 作品
- 鳥居清満 「中村介五良の粂の平内」 紅摺絵
- 喜多川歌麿 「丁子屋内丁山」 錦絵 東京国立博物館、ボストン美術館（2点）所蔵 山口屋藤兵衛版
- 喜多川歌麿 「遊女道中図」 錦絵 東京国立博物館所蔵 版元印なし
- 喜多川歌麿 「歌麿の書初」 錦絵 フィッツウィリアム美術館所蔵 版元印なし
- 喜多川歌麿 「三代目市川八百蔵と三代目沢村宗十郎」 ヴィクトリア&アルバート美術館所蔵
- 喜多川歌麿 「三代目沢村宗十郎と三代目瀬川菊之丞」 ヴィクトリア&アルバート美術館所蔵
- 喜多川歌麿 「開帳宝納狂歌美人合 花嫁・深川芸者・後家」錦絵 日本浮世絵博物館所蔵 寛政5年‐寛政6年ころ 版元不明
- 喜多川歌麿 「開帳宝納狂歌美人合 茶屋娘・不動詣・辻君」錦絵 日本浮世絵博物館所蔵 寛政5年‐寛政6年ころ 版元不明
- 喜多川歌麿 「赤児」 錦絵 ブリュッセル王立美術博物館所蔵 版元印なし
- 喜多川歌麿 「山姥と金太郎」 錦絵 フィラデルフィア美術館所蔵 版元未詳
- 歌川豊国 「今様十二ヶ月」 錦絵12枚組
- 歌川国貞 「杜若を持つ岩井半四郎」 錦絵
- 歌川貞秀 「蛸踊り」 錦絵
- 歌川貞秀 「闇の夜の蛍」 錦絵 天保13年（1842年） 国立国会図書館所蔵 伊場屋久兵衛版
- 歌川国芳 「猫のすずみ」 錦絵 天保後期 東京国立博物館所蔵
- 歌川国芳 「猫の六毛撰」 錦絵 天保末期‐弘化4年ころ 東京国立博物館所蔵 西村屋与八版
- 歌川国芳 「見立明がらす」 錦絵 弘化4年‐嘉永5年
- 歌川国芳 「十日乃雨」 錦絵 美人画
- 歌川国芳 「名酒揃 志ら玉」 錦絵 美人画
- 歌川広重 「江戸名所浅草金龍山」 錦絵
- 歌川広重 「表裏駅路八景」 錦絵揃物
- 歌川広重 「江戸八景 浅草暮雪」 錦絵 ヴィクトリア&アルバート美術館所蔵
- 歌川広重 「東都名水鑑 諸流会合して海に落」 錦絵 ヴィクトリア&アルバート美術館所蔵
- 歌川広重 「甲斐川口湖水之図」 錦絵 ヴィクトリア&アルバート美術館所蔵
- 歌川広重 「上総木更津海上ノ図」 錦絵 ヴィクトリア&アルバート美術館所蔵
- 歌川広重 「東都名所 雪の三景 両国雪晴の月」 錦絵大判 神奈川県立歴史博物館所蔵 伊場仙版
- 歌川広重 「東都名所 雪の三景 神田明神雪の朝」 錦絵大判 神奈川県立歴史博物館所蔵 伊場仙版
- 歌川広重 「東都名所 雪の三景 隅田川の初雪」 錦絵大判 神奈川県立歴史博物館所蔵 伊場仙版
- 歌川広重 「網に魚づくし」 錦絵大判 江戸東京博物館所蔵
- 葛飾北斎 「勝景奇覧」 錦絵揃物
- 葛飾北斎 「群鶏」 錦絵大判 東京国立博物館所蔵
- 作者不詳 「津島団扇」1861年‐1863年 紙の博物館所蔵
- 作者不詳 「裏絵」 制作年不詳 横浜美術館所蔵
- 豊原国周 「手業の魁三の内 紙の織鶴」 明治13年（1880年） 紙の博物館所蔵
- 豊原国周 「御好五色の内 松葉」 明治13年 紙の博物館所蔵
- 歌川房種 「源氏俤」 明治14年（1881年）紙の博物館所蔵
- 河鍋暁斎「人力車に乗る大津絵の道中」 校合摺 河鍋暁斎記念美術館所蔵
- 河鍋暁斎「地獄の開化 十王の新聞売り、牛頭・馬頭の人力車」 校合摺 河鍋暁斎紀念美術館所蔵
- 河鍋暁斎「鍾馗の学校」 校合摺 河鍋暁斎紀念美術館所蔵
- 小林清親 「喫煙のマドロスと少女」 錦絵 太田記念美術館所蔵
- 林基春 「騎馬兵」 プーシキン美術館所蔵
- 林基春 「秋草に雁」 プーシキン美術館所蔵
- 林基春 「瓢箪に蝶」 プーシキン美術館所蔵

## ギャラリー

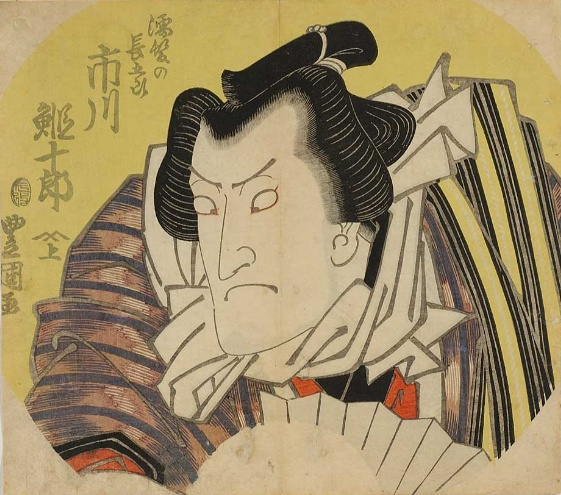
初代市川蝦十郎の濡髪の長五郎。文政3年（1820年）5月河原崎座の『双蝶々曲輪日記』より。初代豊国画。
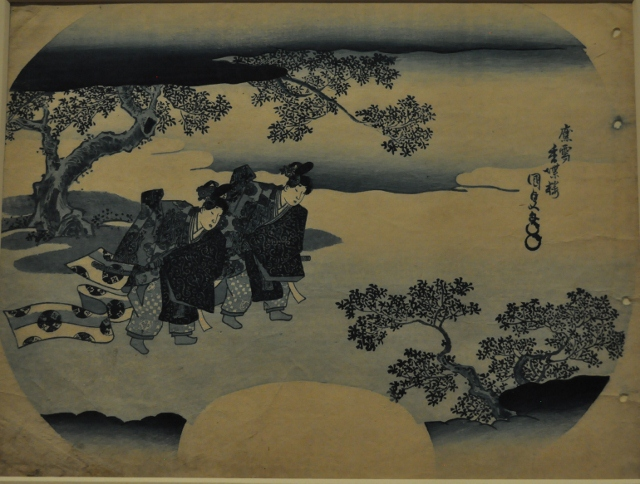
国貞画。『源氏物語』の「紅葉賀」の場面を描く。（）
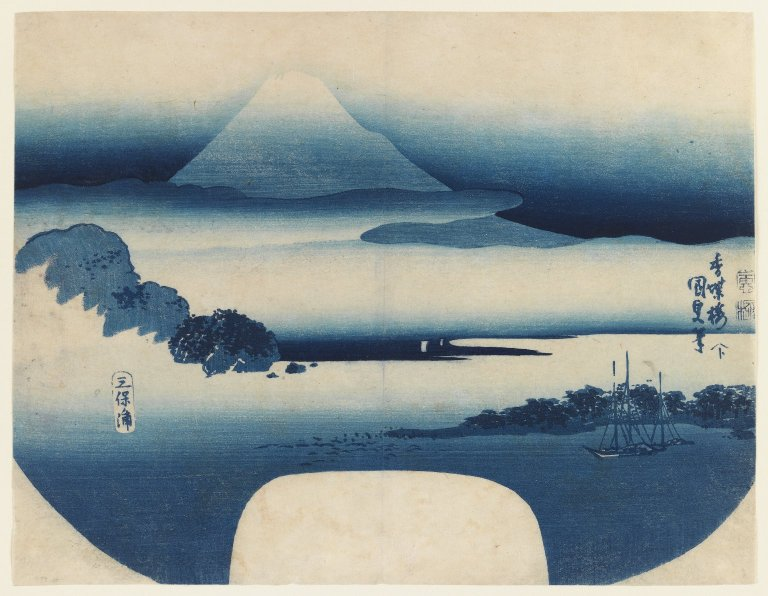
「三保浦」国貞画。
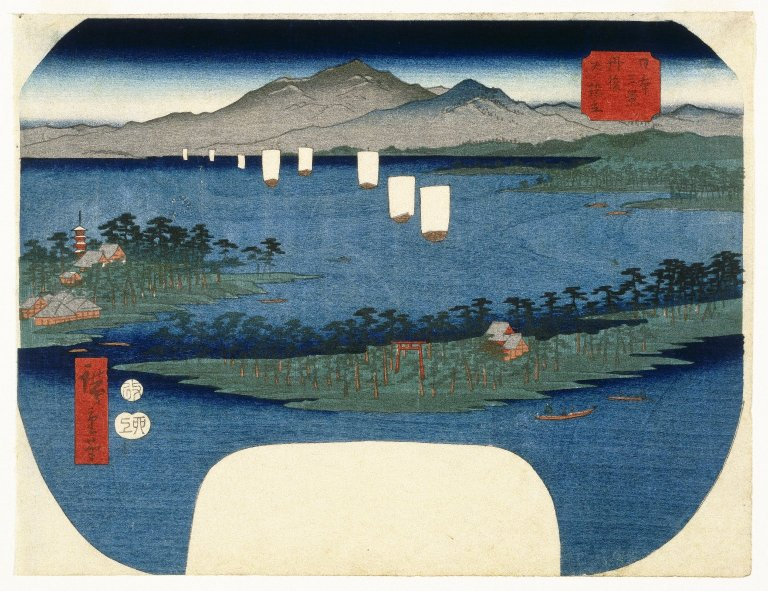
「日本三景　天ノ橋立」広重画。
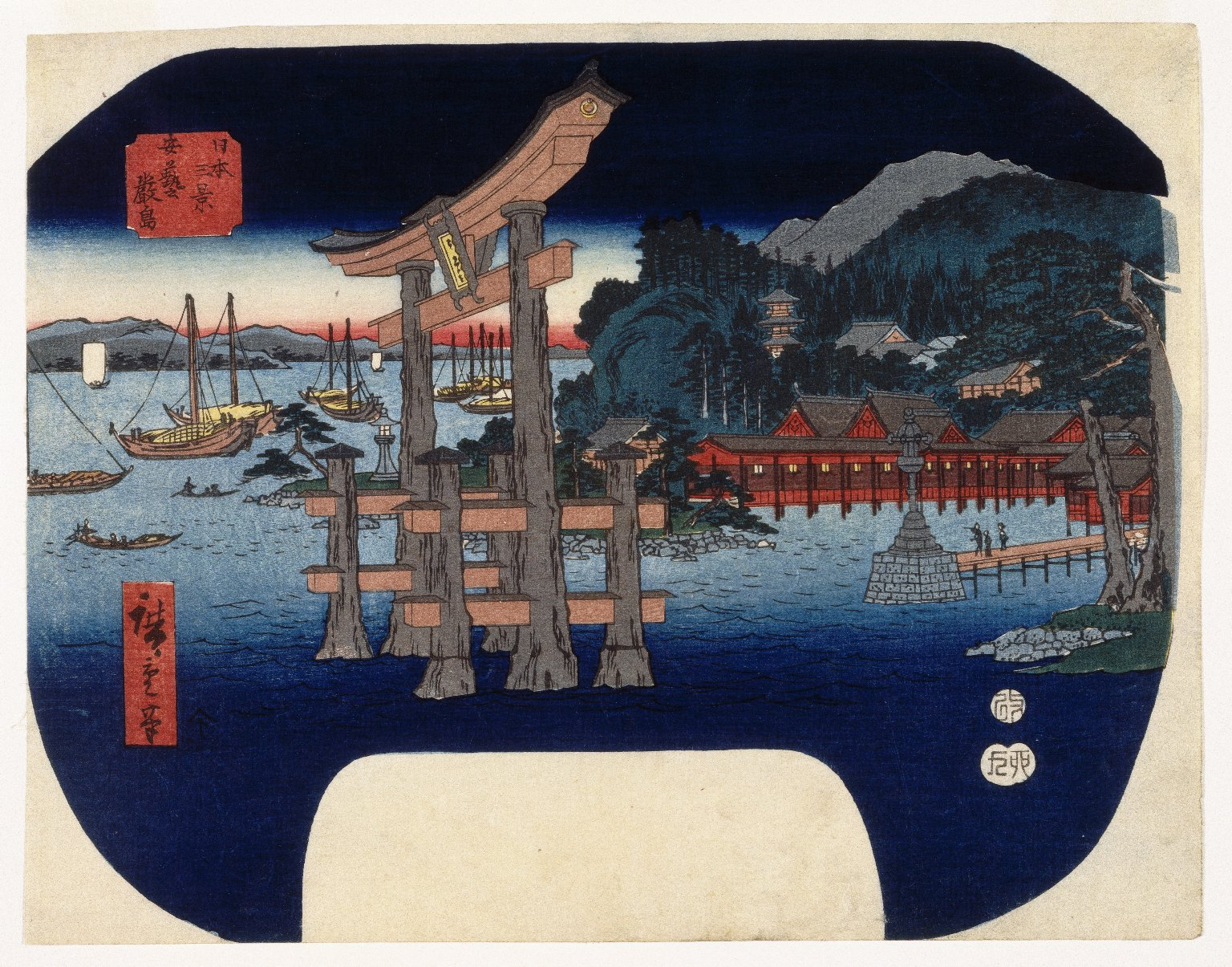
「日本三景　安芸厳島」広重画。
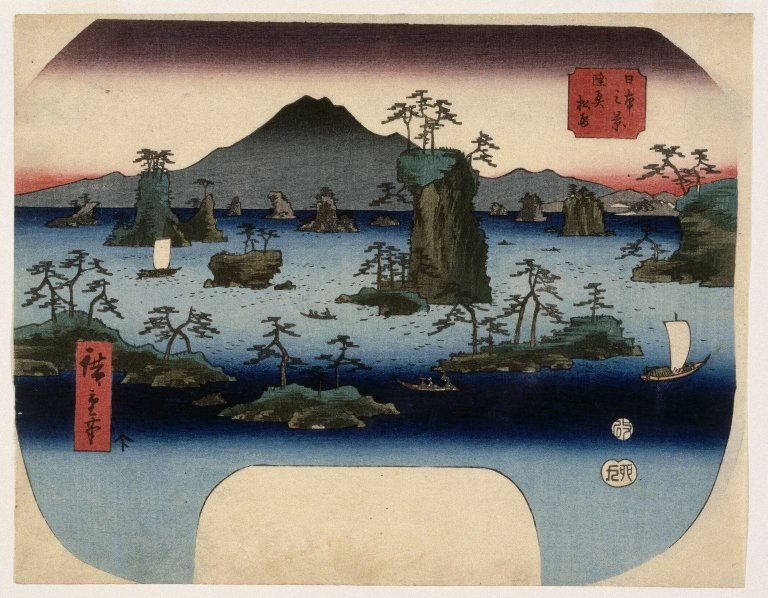
「日本三景　陸奥松島」広重画。
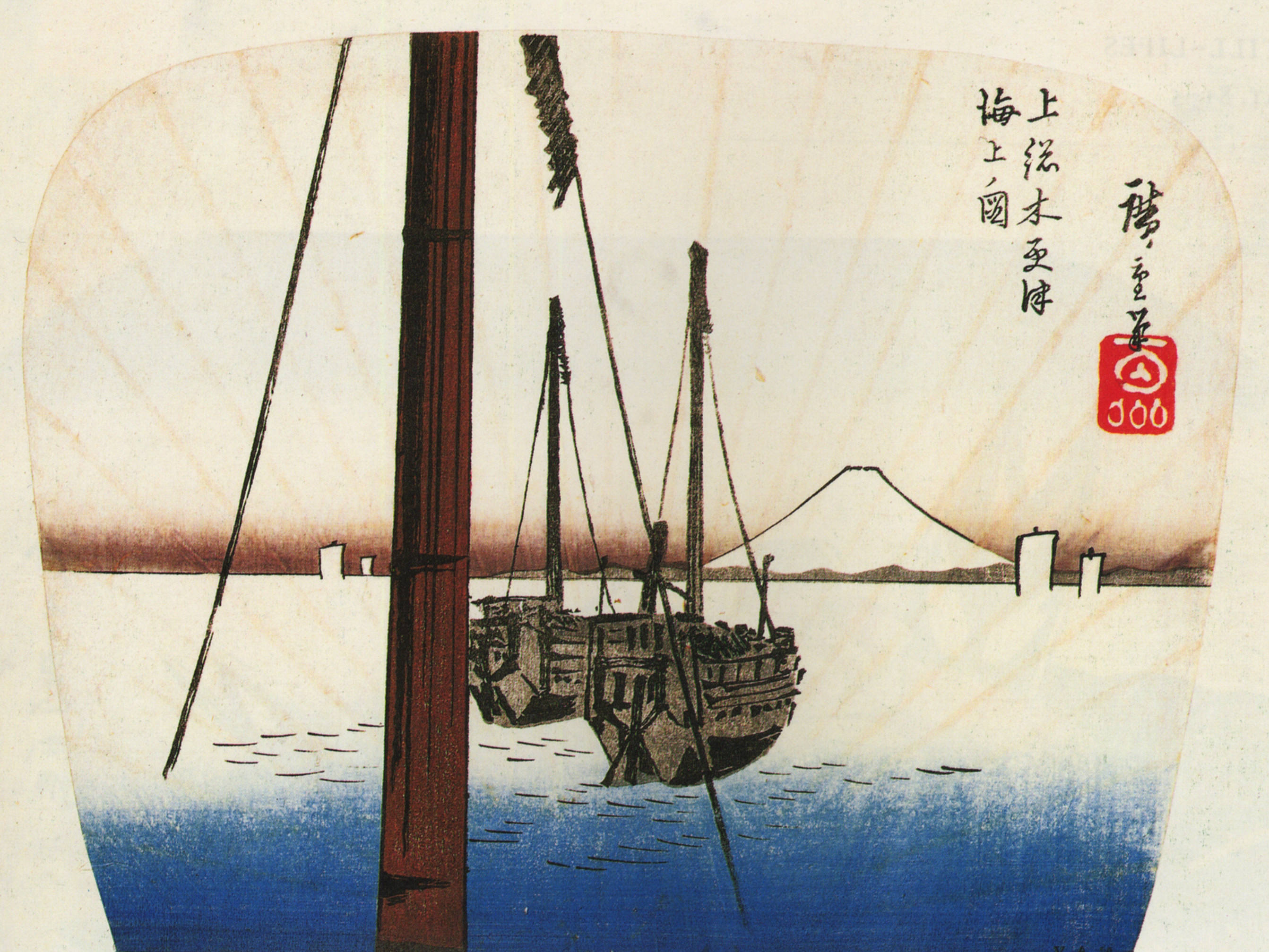
「上総木更津海上ノ図」広重画。
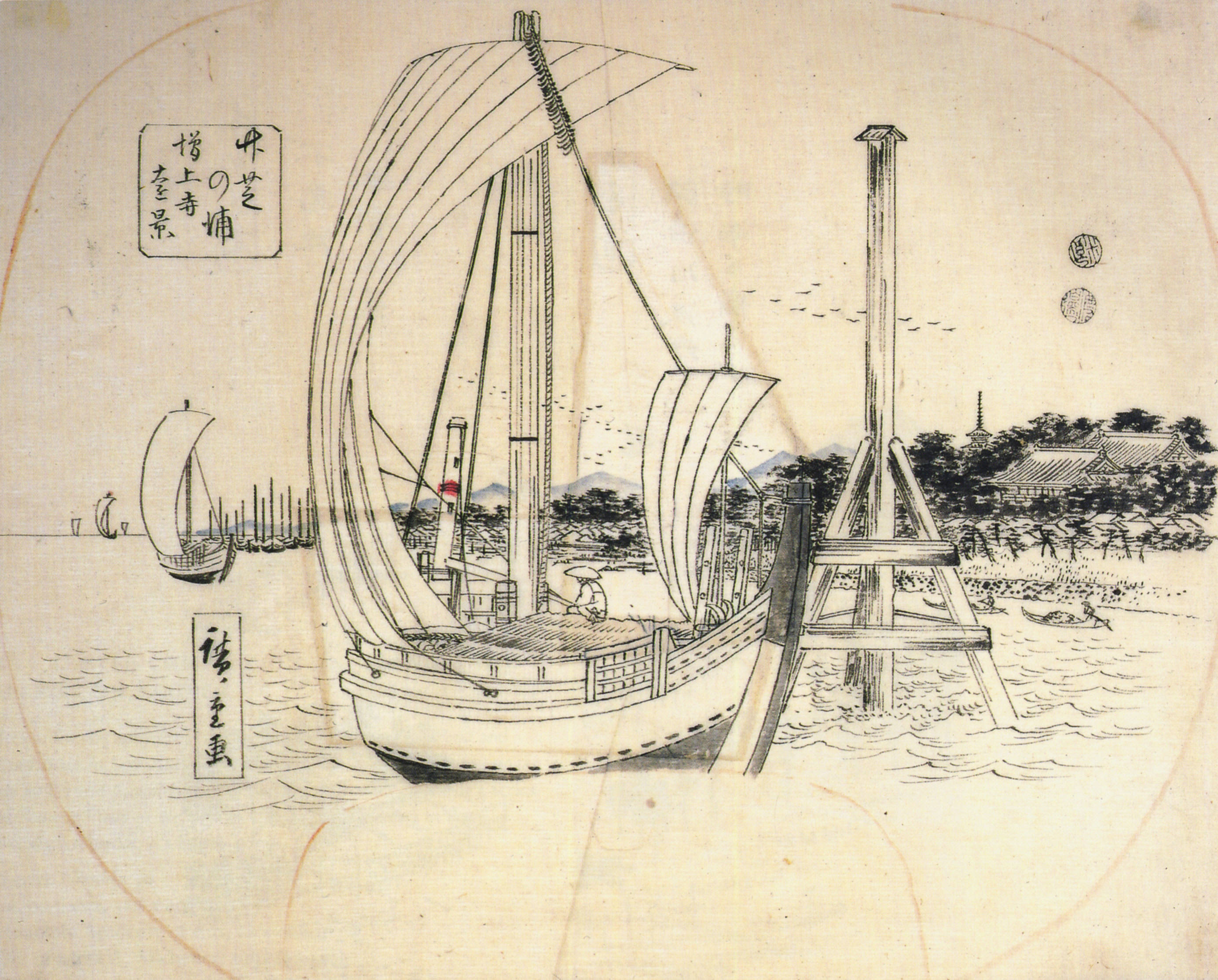
「竹芝の浦増上寺遠景」広重画。下絵。
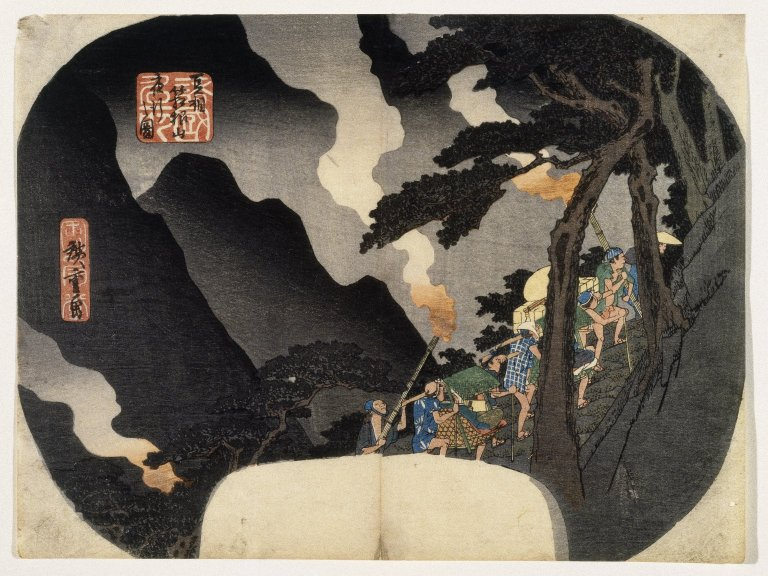
「夏相箱根山夜行之図」広重画。
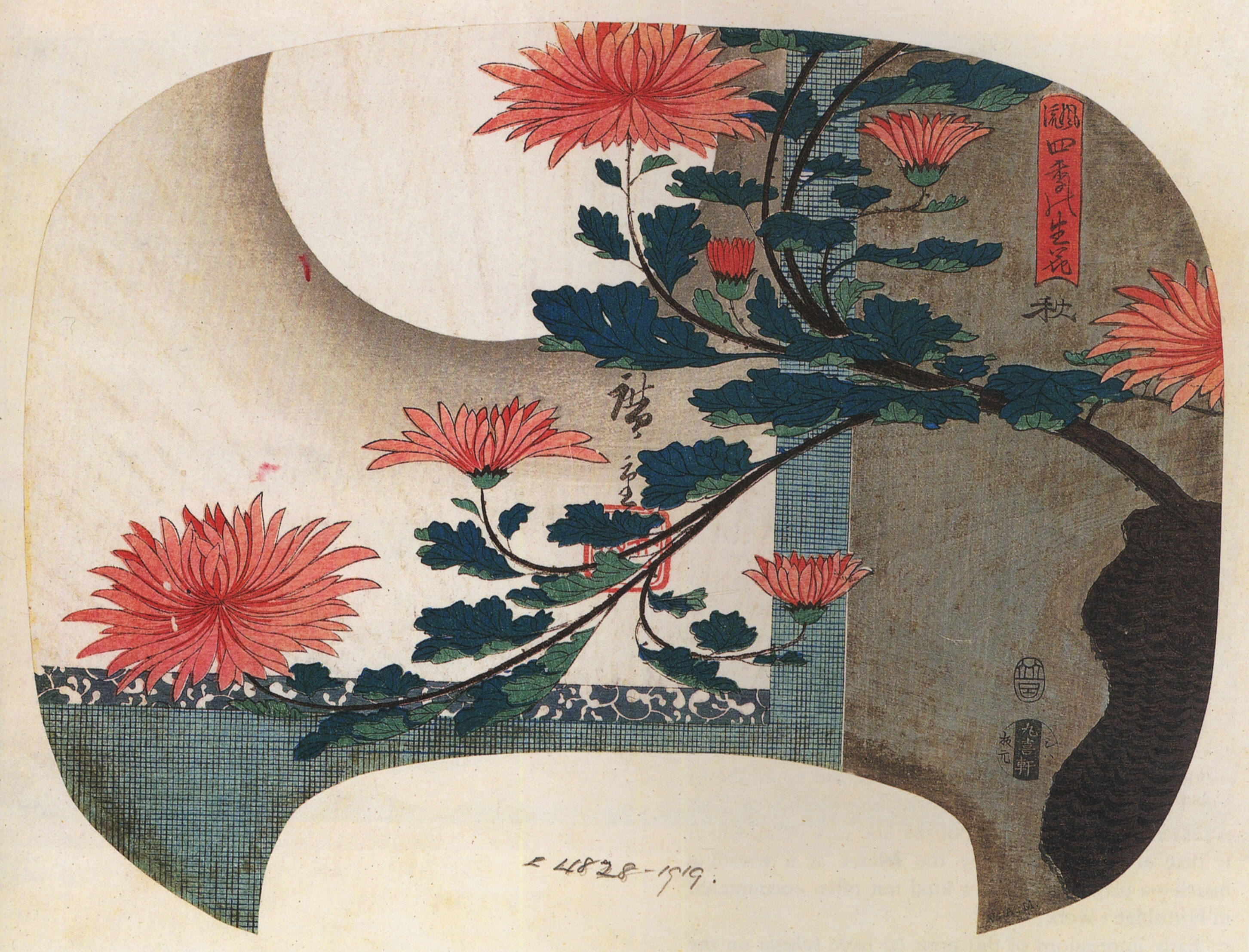
「風流四季の生花」広重画。
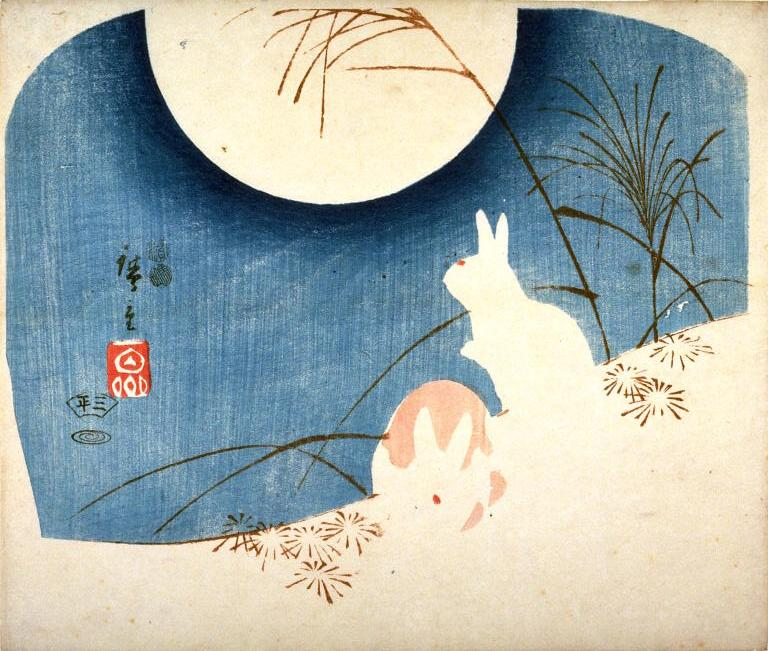
広重画。
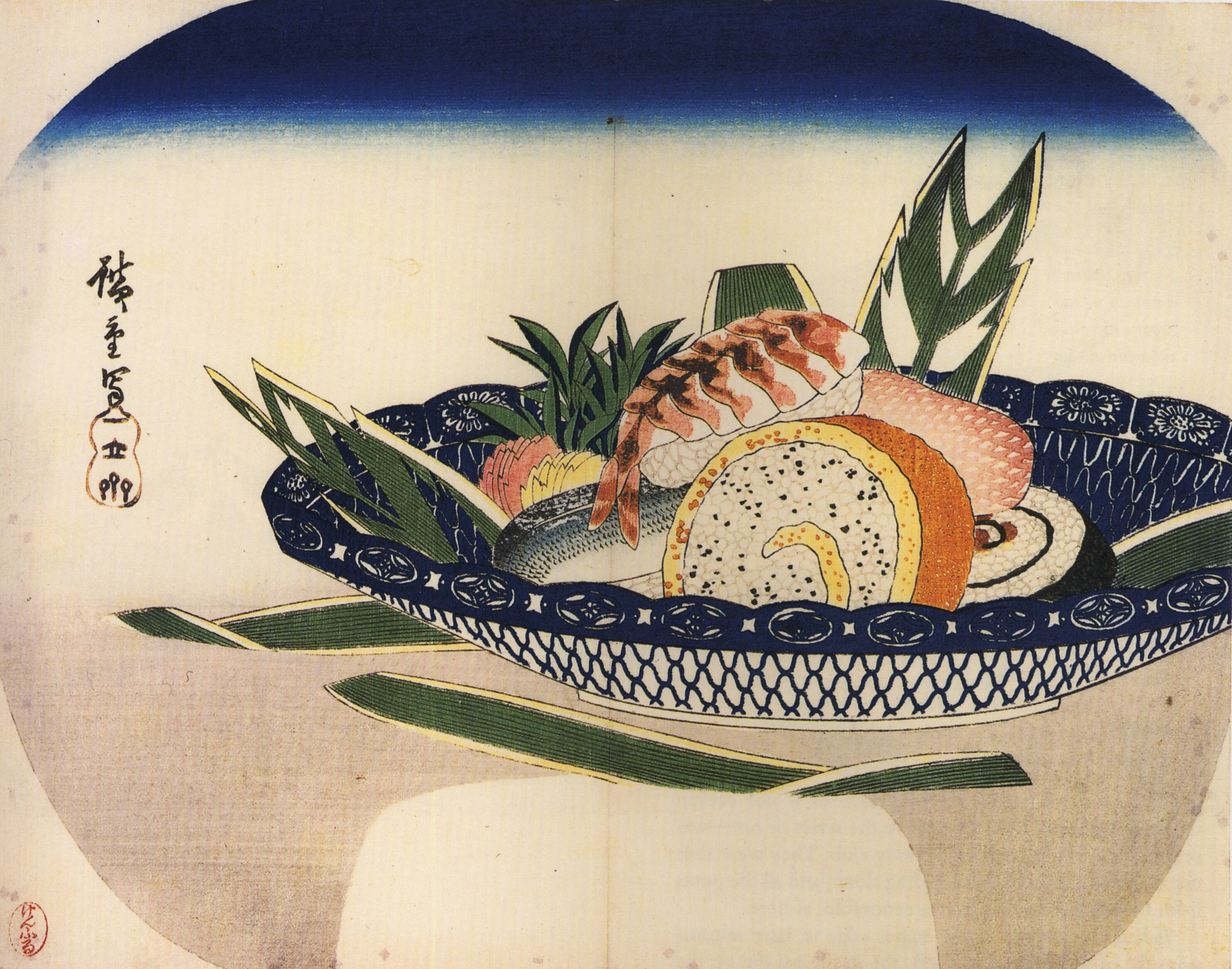
広重画。
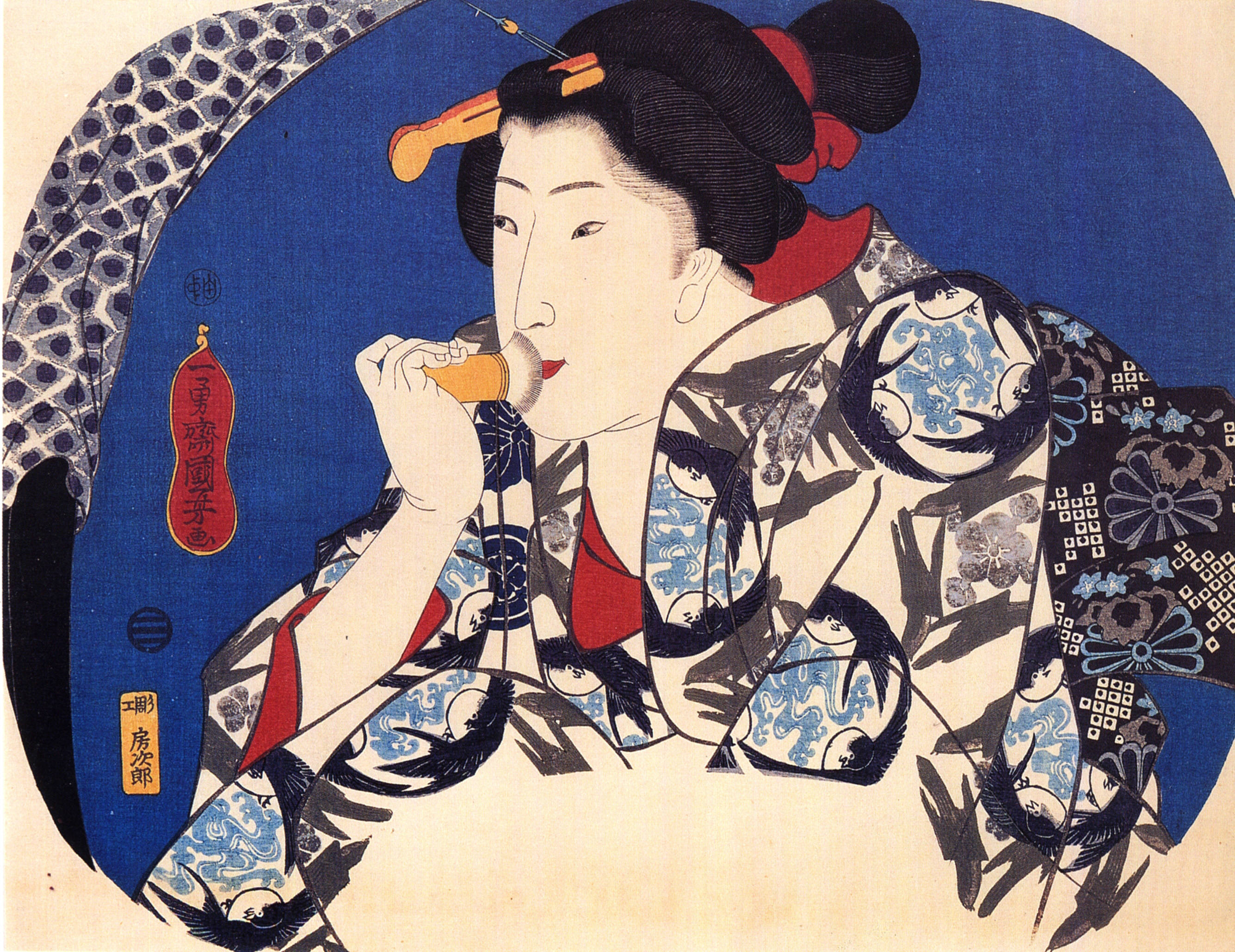
国芳画。団扇絵の画面を鏡に見立てる。
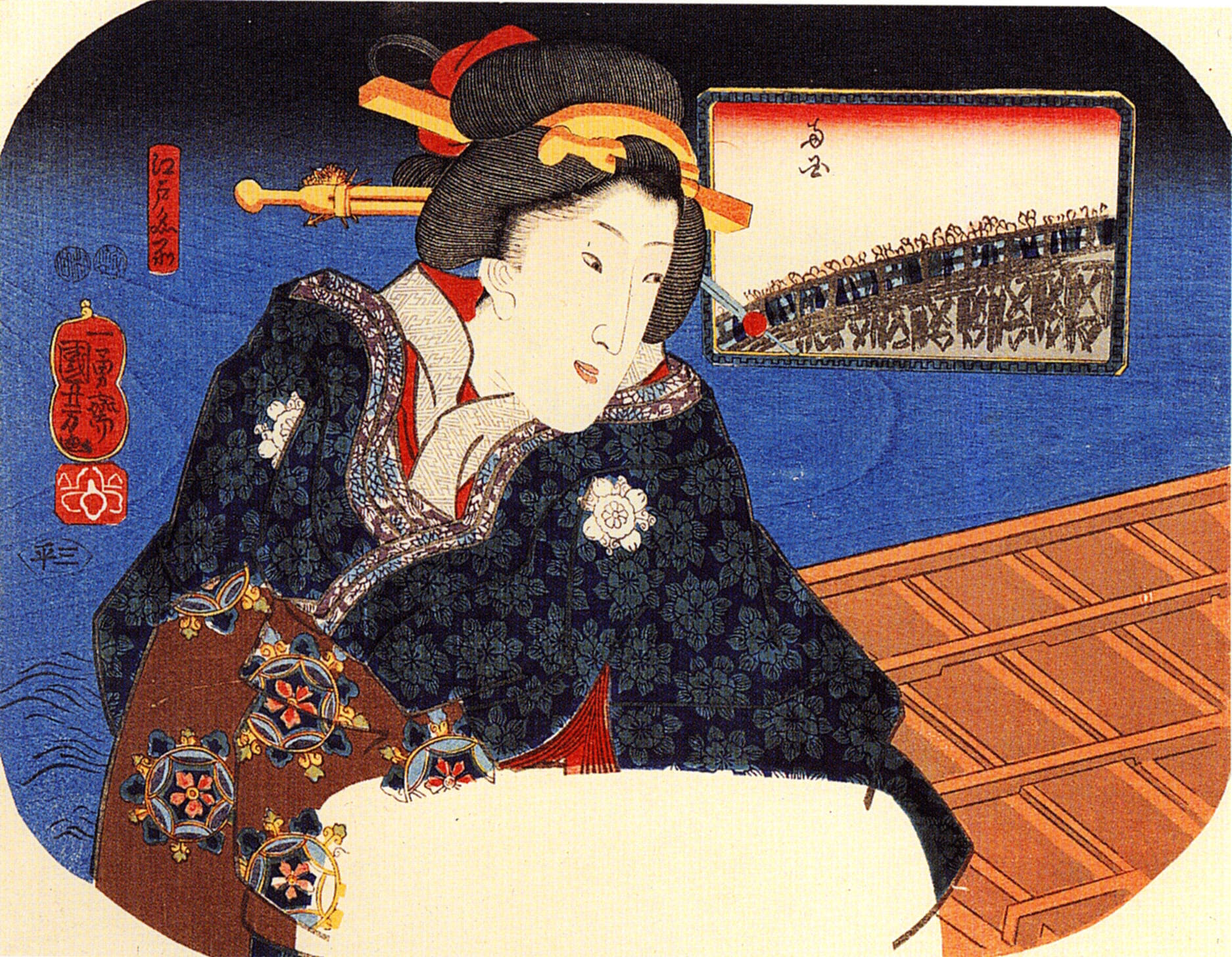
「江戸名所　両国」国芳画。
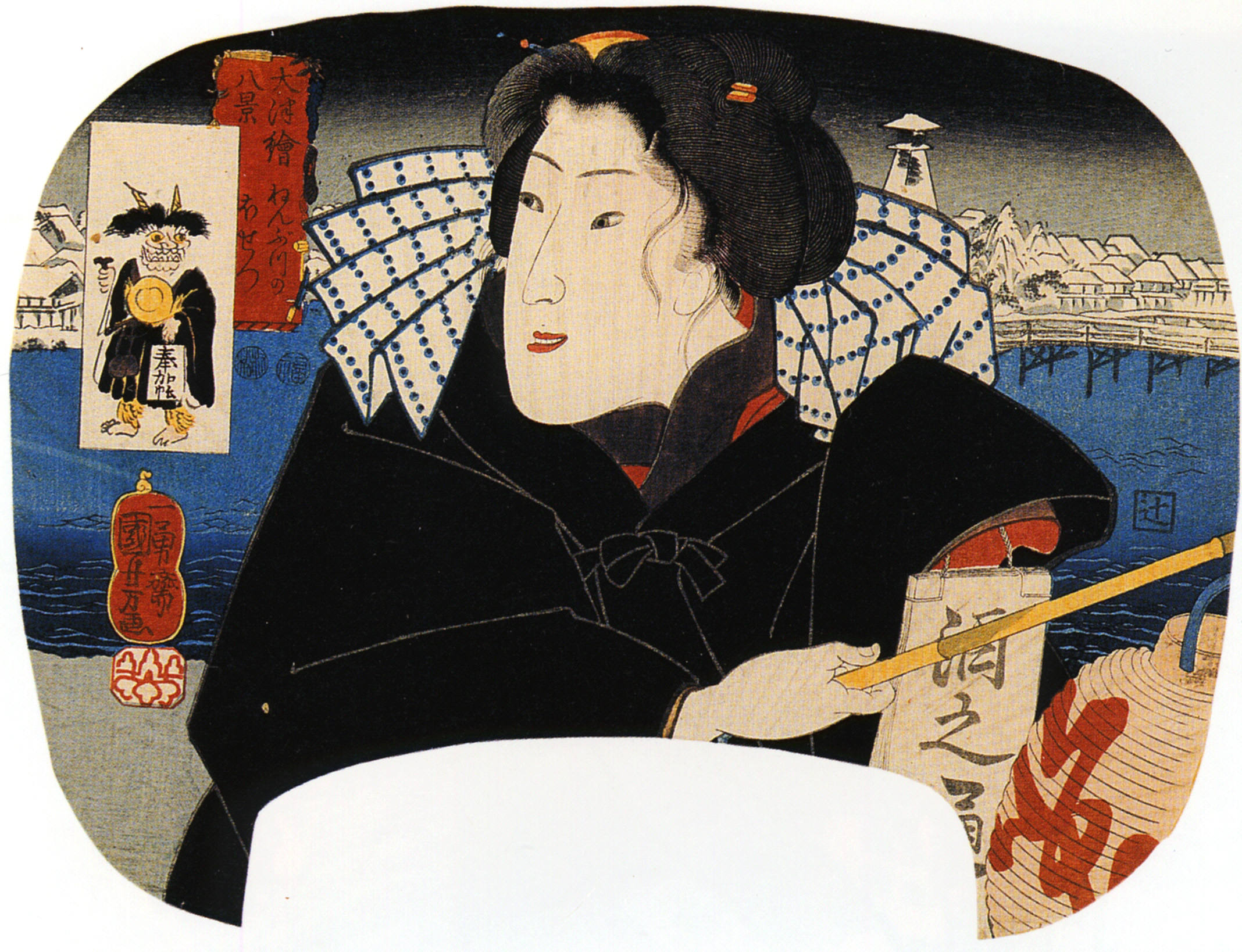
「大津絵八景　ねんぶつのほせつ」国芳画。
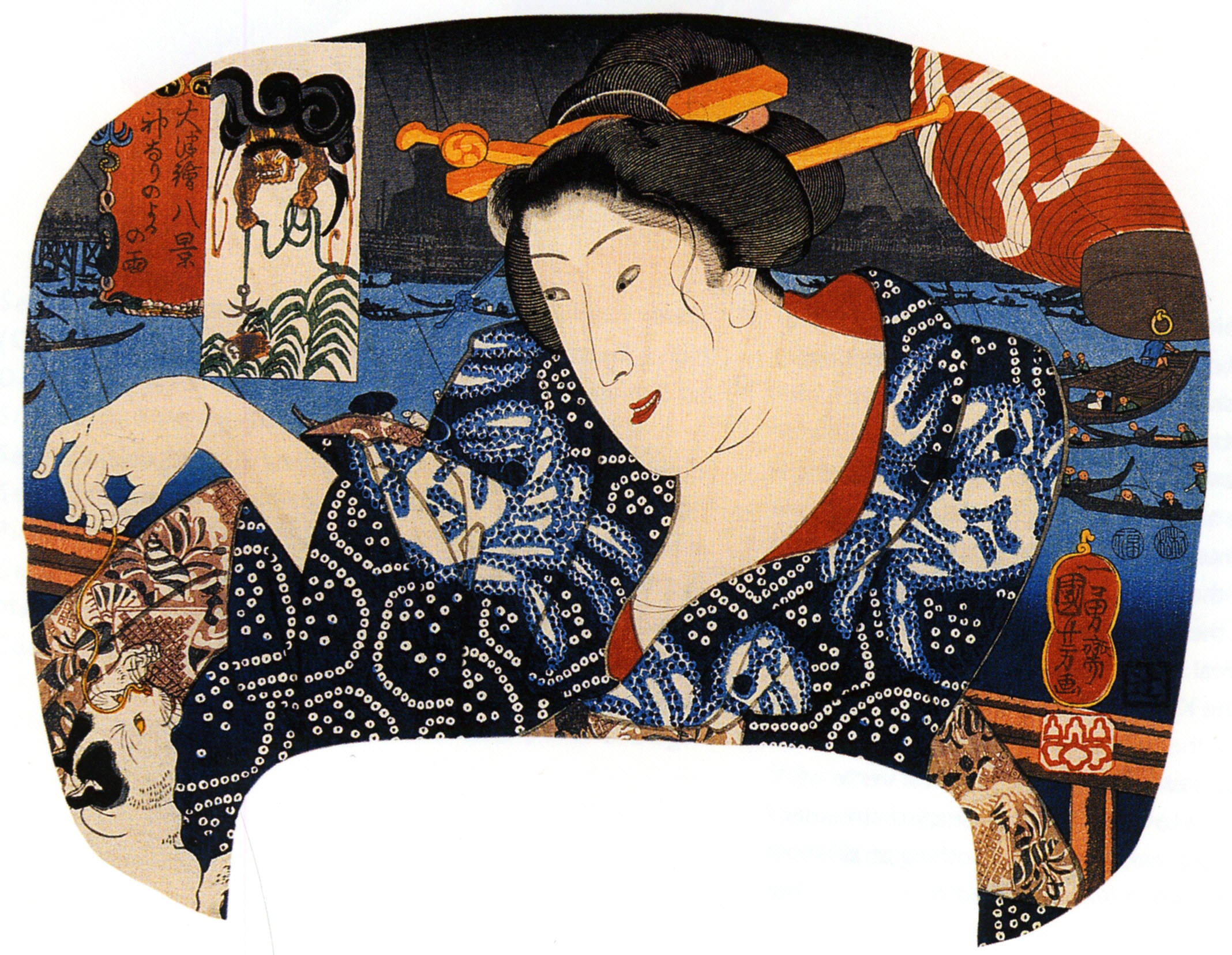
「大津絵八景　神なりのよるの雨」国芳画。
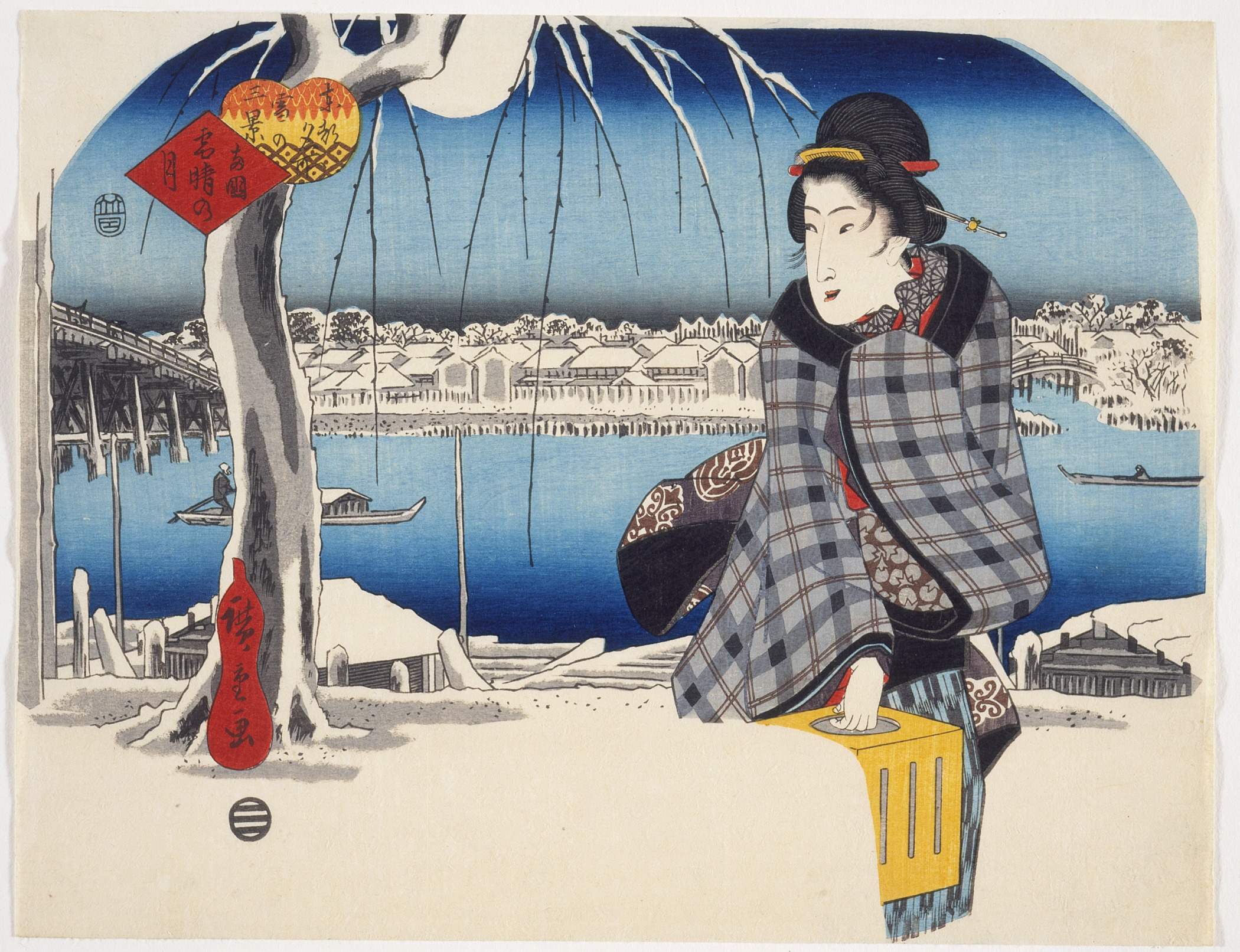
「東都名所雪の三景　両国雪晴の月」広重画。
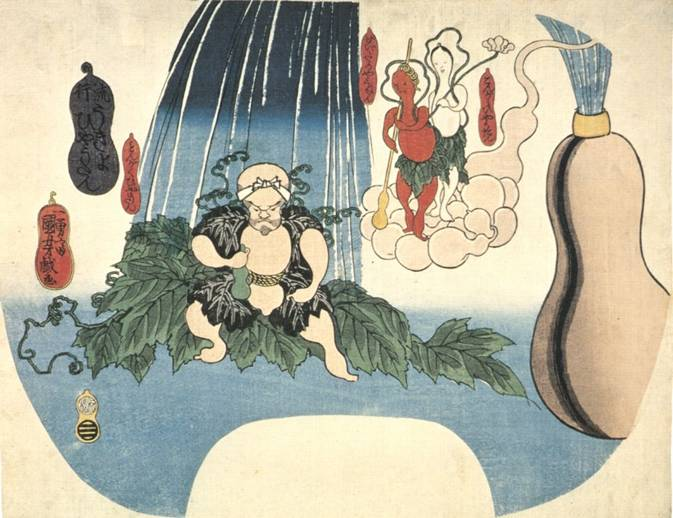
「流行うきよひやうたん」国芳画。
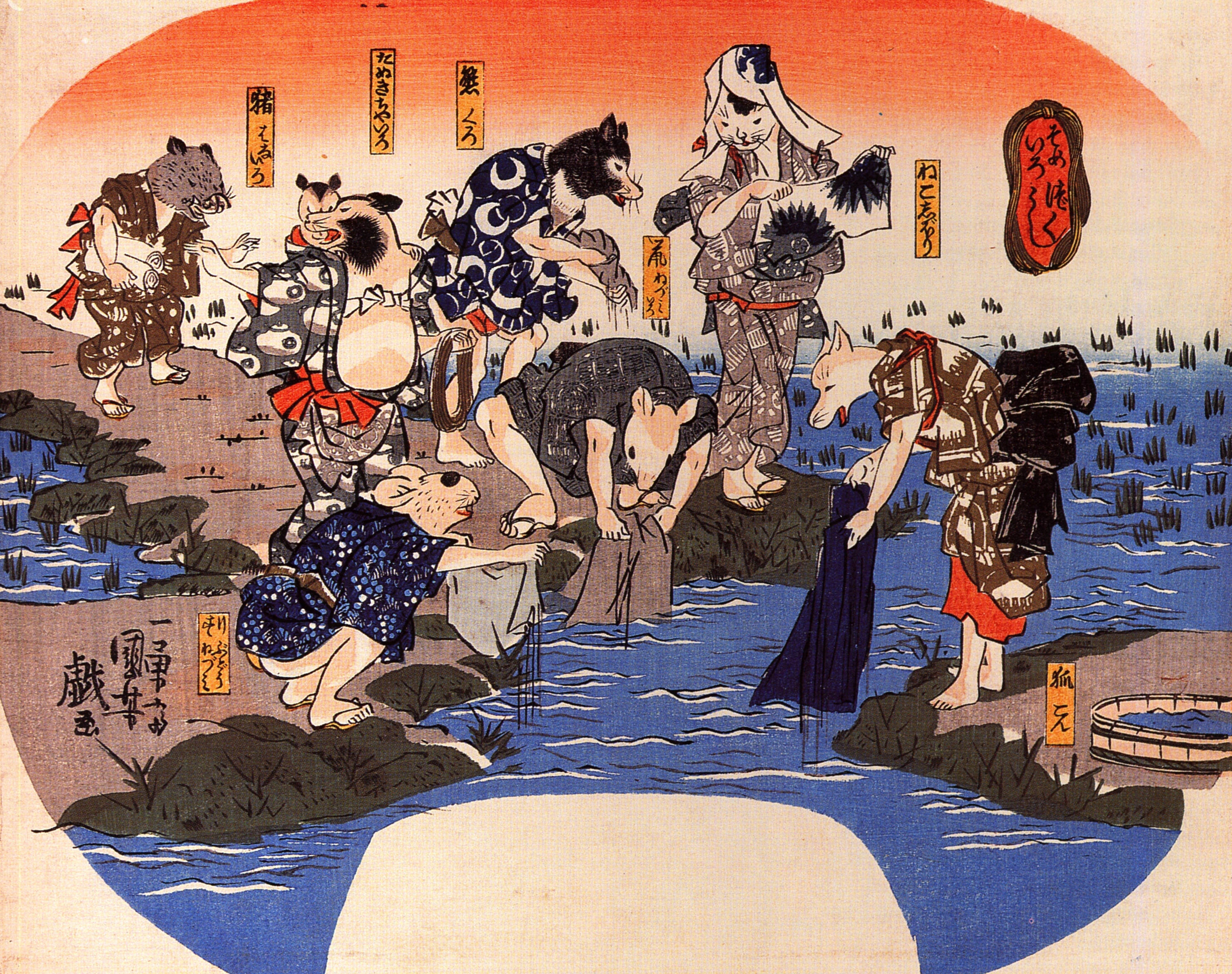
「そめいろづくし」国芳画。
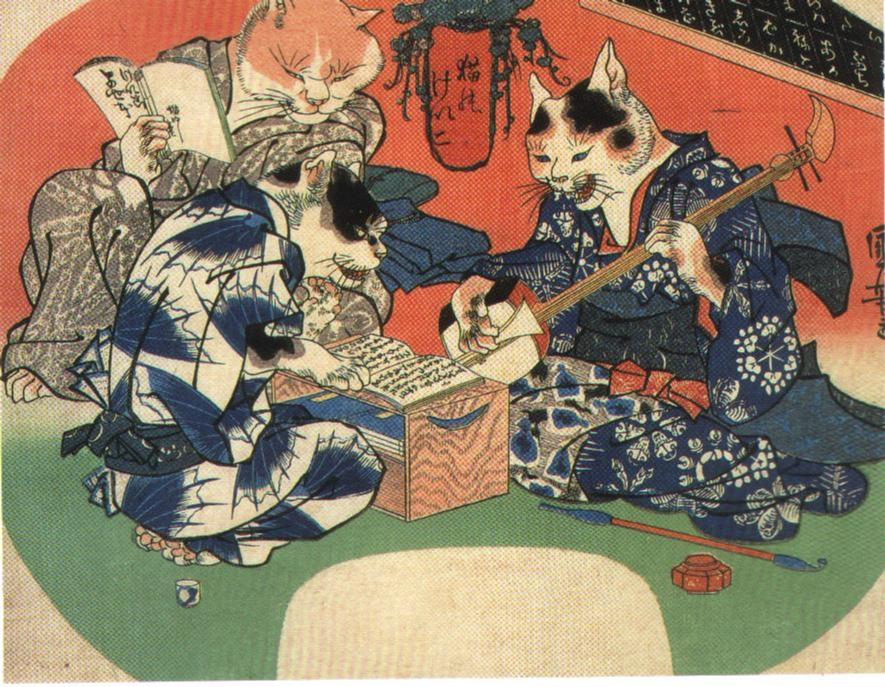
「猫のけいこ」国芳画。
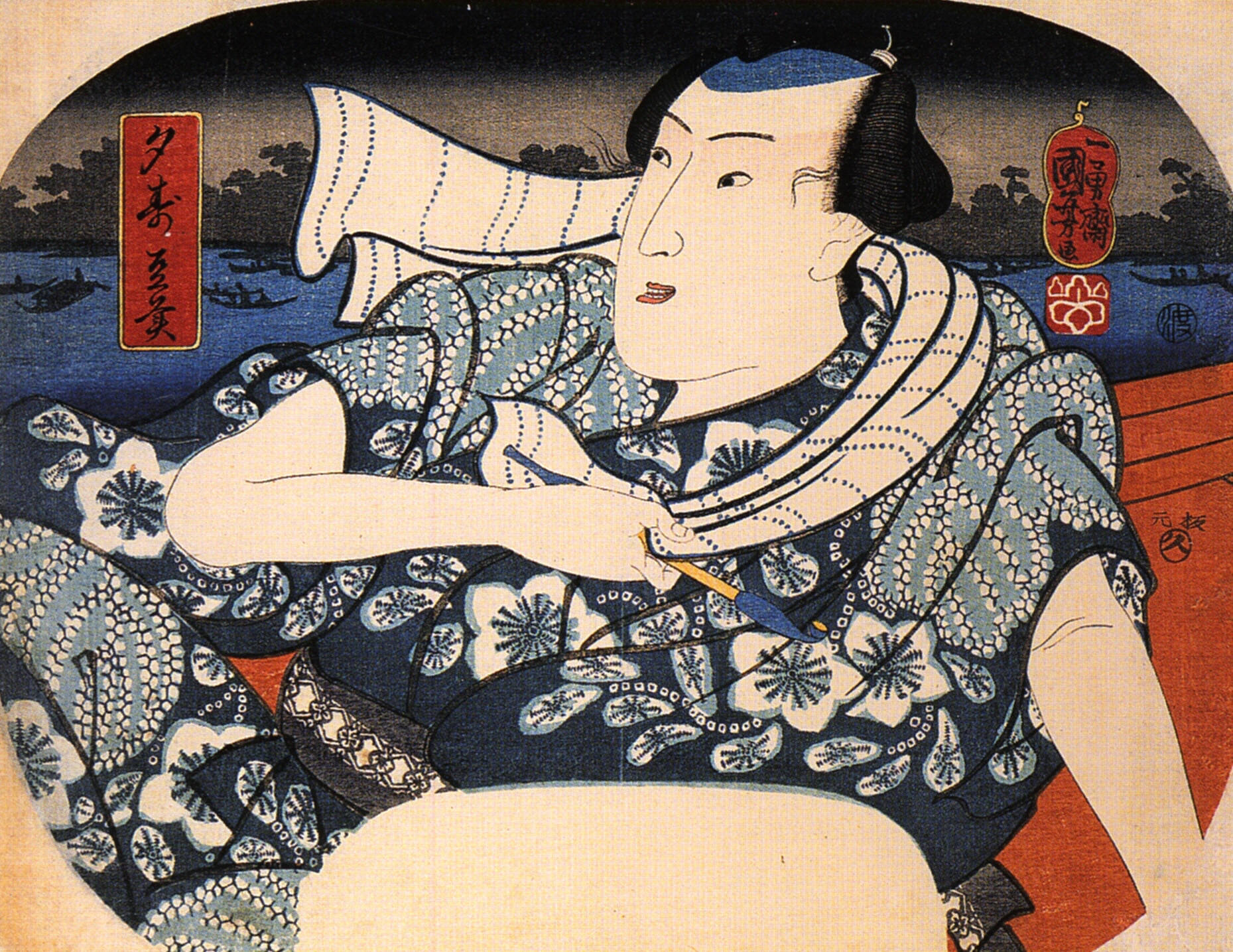
「夕寿豆美」（ゆうすずみ）国芳画。
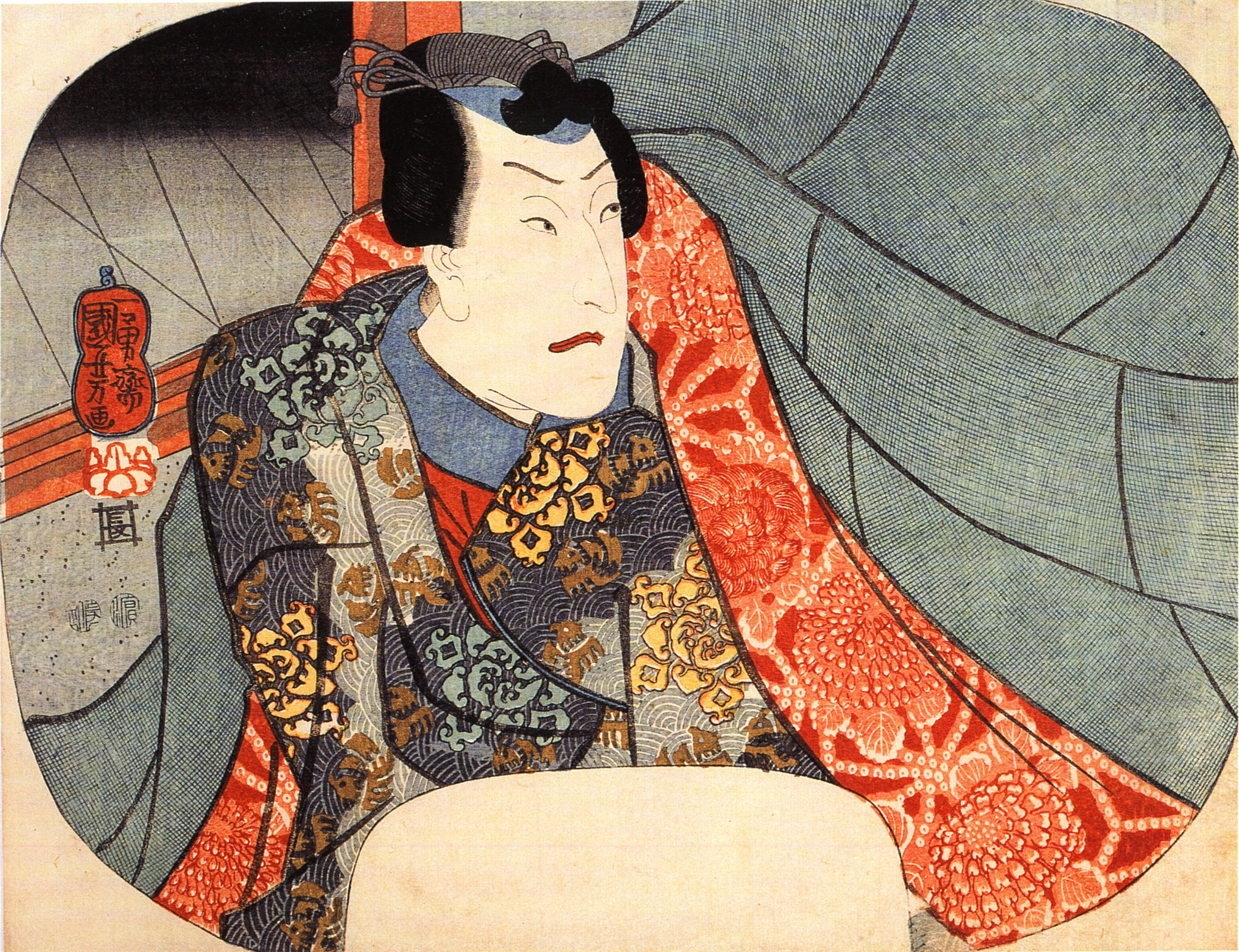
国芳画。
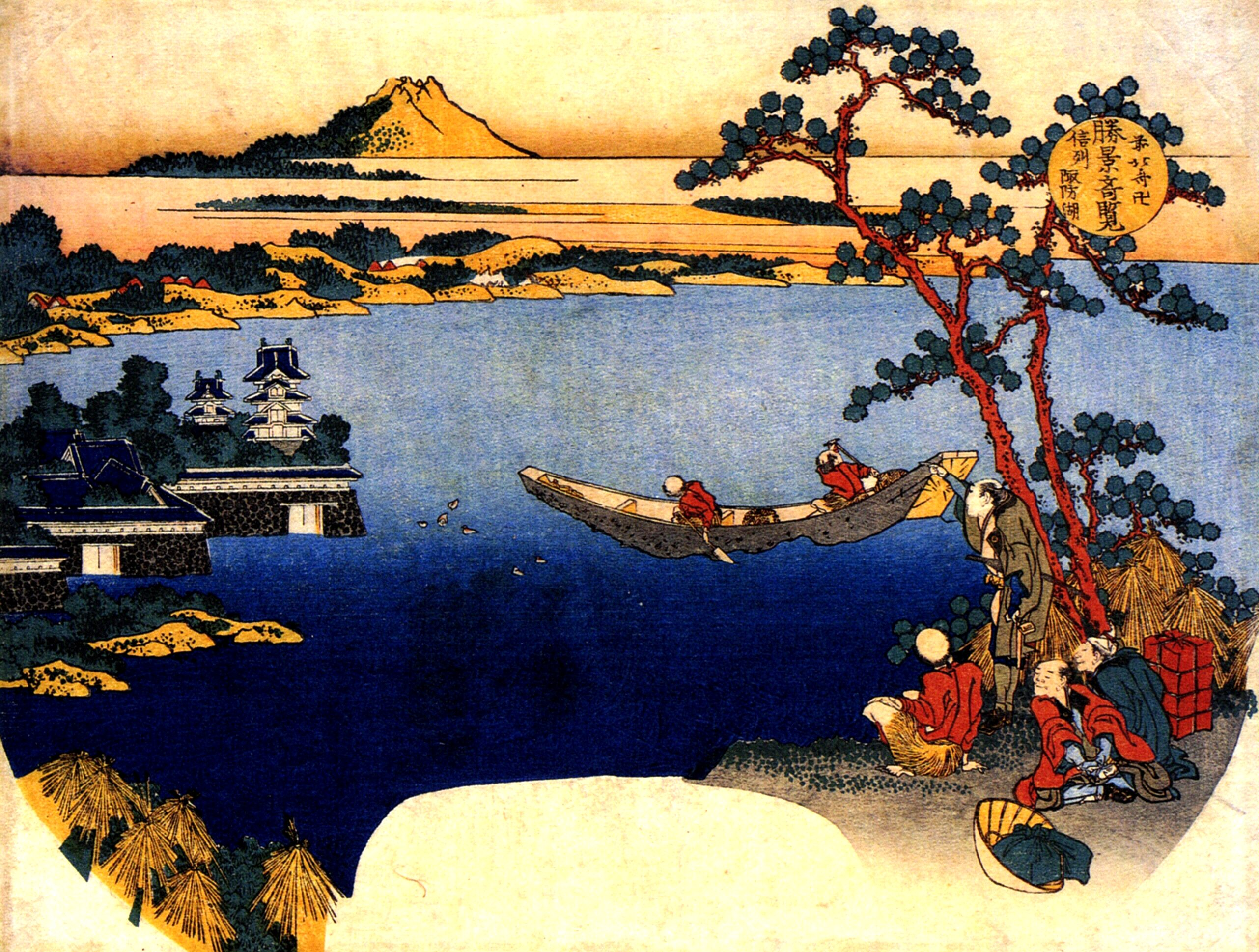
「勝景奇覧　信州諏訪湖」葛飾北斎画。